# 羽川英樹のLLらんど!
羽川英樹のLLらんど!（はがわひできのえるえるらんど）は、大阪・ABCラジオ(朝日放送)で放送されていたラジオ番組である。

## 概要
- フリーアナウンサーの羽川英樹が、アシスタントの宇野ひろみとともに、羽川の趣味である旅やグルメ,鉄道を軸に週末に役に立つ情報を発信する。
- 1999年(平成11年)4月3日放送開始、2002年(平成14年)10月5日終了。放送曜日は毎週土曜日、放送時間は8:00-12:00で後に8:00-11:30に変更となった。
- 番組名のLLらんどの「LL（えるえる）」には知識を「得る」、情報を「得る」、羽川の体型が「LLサイズ」であることなどの意味が含まれていると番組内で幾度か説明があった。

## 出演者
- 羽川英樹（フリーアナウンサー）
- 宇野ひろみ（アシスタント）…｢うのうの｣
- 岩崎なおあき（中継リポーター）…「なお君」

## 主なコーナー
8時台
- オープニングトーク
- ｢LLモーニングナンバー｣…8:05頃(2001年2月～)
話題の一曲を紹介する。
- 朝刊・スポーツ紙早読み
後期は｢週刊 羽川新聞｣,｢週刊 羽川スポーツ｣という名称がついた。
- ｢羽川英樹の納得いかん！｣(1999年初期)
- ｢話のハイウェイ｣…8:45頃(提供：トヨタ自動車,トヨタの販売店)
羽川が見た映画や読んだ本などの感想を披露する。

9時台
- ｢土曜伝言板｣(1999年初期)
リスナーからの便りをラジオドラマ風に紹介する。
- ｢ゲストコーナー｣(1999年後半～)…9:20頃
- ｢岩崎なおあきのLLモーニング｣…9:45頃
大阪駅前の歩道橋に繰り出し､天気や街の様子をリポートし､街頭インタビューする。
- ｢岩崎なおあきのLLちょっとカンガエル｣…9:45頃(後期)

10時台
- ｢羽川英樹のLLウォーカー 1(ワン)｣
羽川が訪れた土地や店をリポート。｢週末のお出掛けに役に立つ情報｣がコンセプト。
- ｢LLクイズ｣
正解者1名に1万円が当たる3択クイズ。
- ｢LL音楽倉庫｣
- ｢南あずさのHDCリポート｣（提供：ハウジングデザインセンター神戸）
- ｢ラジオショッピング｣（日本テレビショッピング研究所）

11時台
- ｢LL街道 山陰がV！｣（提供：山陰観光連盟）
- ｢こだわり音楽大全集｣
- ｢岩崎なおあきのLLウォーカー 2(ツー)｣
中継からスタジオに戻った岩崎が、流行の話題やグッズを紹介する。

各時間帯
- 朝日新聞ニュース(提供：いかるが牛乳)
後期は｢ABC朝日ニュース｣に名称変更。
- ABC交通情報
- ABC天気予報
- ｢トヨタ街かどお天気交差点｣(提供：トヨタ自動車,トヨタの販売店)
- FAX紹介

| ABCラジオ 土曜午前8時台 | ABCラジオ 土曜午前8時台 | ABCラジオ 土曜午前8時台          |
| 前番組                  | 番組名                  | 次番組                           |
| ----------------------- | ----------------------- | -------------------------------- |
| ガッチ The Music        | 羽川英樹のLLらんど!     | 柴田博のまっぴるま王子! （枠大） |